# Legatoria

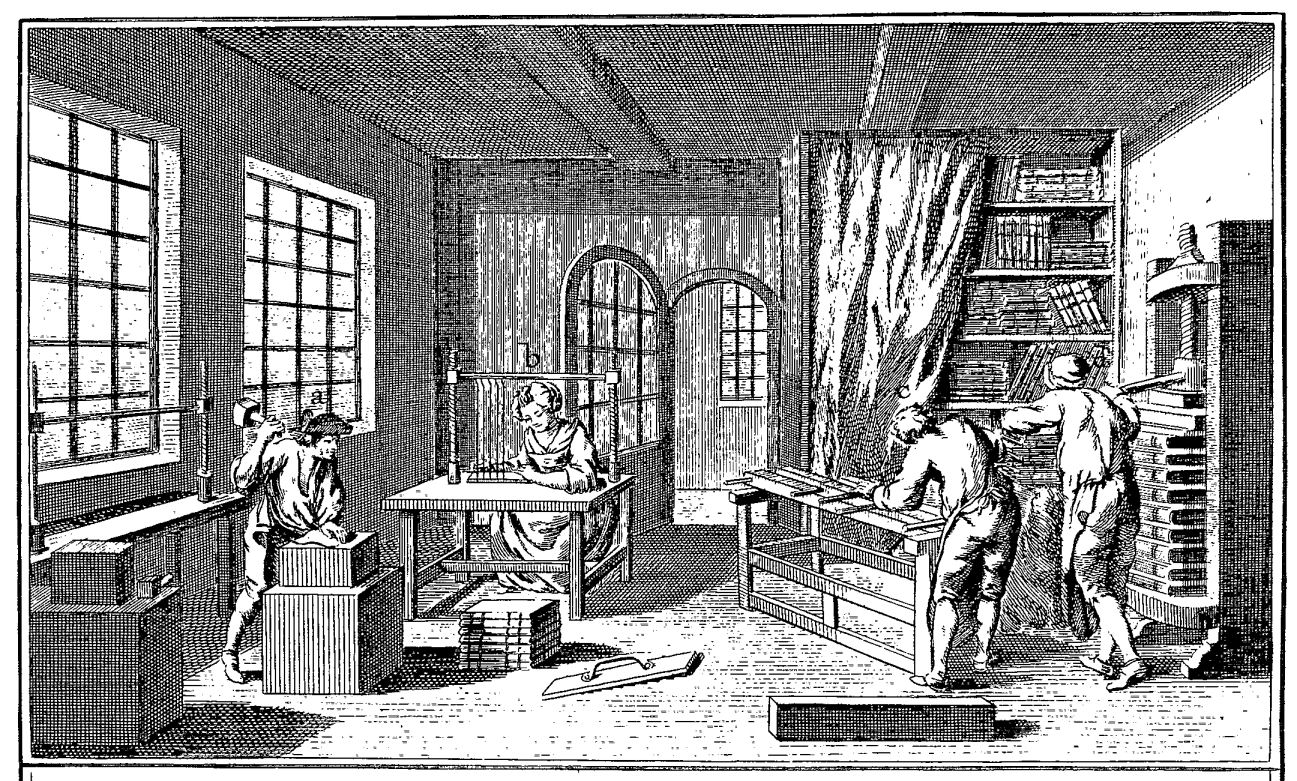
Antica legatoria: immagine dall'Encyclopédie di Diderot et d'Alembert.

Con legatoria si intende sia l'antica bottega artigiana in cui venivano rilegati i libri, sia il procedimento con cui viene materialmente assemblato un libro unendo un certo numero di fogli separati (di carta o altro materiale) alla copertina. In quest'ultimo caso si parla anche di rilegatura.
La legatoria ha avuto un'evoluzione che potrebbe essere riassunta come lo sviluppo di tecniche intese a produrre il maggior numero di pezzi possibili nel minor tempo possibile.

## Storia

### Origini
Il mestiere del legatore potrebbe essersi sviluppato intorno al I secolo d.C..

Le parti componenti il libro: 1) Fascetta; 2) Sovracoperta; 3) Controguardia; 4) Labbro; 5) Taglio di testa; 6) Taglio davanti; 7) Taglio di piede; 8-9) Pagine; 10) Piega del fascicolo

Esistono testimonianze letterarie (per esempio il poeta Marziale), che accennano all'esistenza di forme elementari di quello che sarebbe diventato il complesso oggetto libro.
Gli scrittori occidentali scrivevano i testi più lunghi in pergamene, depositate in mensole con piccoli fori cubici simili ai moderni portabottiglie. La parola volume, dalla parola latina volvere ("arrotolare"), viene da queste pergamene. Le note di corte venivano scritte su cortecce e foglie di alberi, mentre i documenti importanti venivano scritti su papiro.
Le pergamene si possono arrotolare in due modi: il primo è quello di avvolgerle attorno a una singola anima, in modo simile ai moderni rotoli di carta delle cartiere; tuttavia, anche se è facile costruire questo tipo di pergamena, un rotolo simile deve essere completamente srotolato per poterlo leggere sino in fondo. Questo problema viene parzialmente affrontato con il secondo metodo, che è quello di avvolgere la pergamena tra due anime, come nella Torah. In questo modo il testo può essere letto sia dall'inizio che dalla fine e le porzioni di pergamena che non vengono lette possono rimanere avvolte (e protette).
Il libro rilegato, quindi, non serviva nei tempi antichi, poiché molti testi —pergamene— greci ad esempio erano lunghi trenta pagine, che possono essere tenute in mano. I greci chiamavano i loro libri tomi, che significa "tagliare".
Il Libro dei morti egizio era di 200 pagine, ma non era mai stato pensato per essere letto dai vivi. Le Torah, edizioni del libro sacro ebreo, venivano anche tenute in speciali supporti quando lette.
La prima soluzione inventata per sopperire a questo problema fu un gruppo di semplici tavole in legno cucite assieme; attorno al I secolo a.C. i romani chiamarono questo semplice libro codex - codice - parola che deriva dall'equivalente in Latino di "tronco di albero".
I codices dell'epoca erano ottenuti piegando fogli di pergamena o papiro e (archeologicamente provato almeno per questi ultimi) cucendoli alla piega.
L'avvento del Cristianesimo è generalmente considerato una delle cause principali che permise ai libri in forma di codex di affermarsi sul più tradizionale libro in forma di volumen cioè di rotolo.
In effetti l'idea di un gruppo di semplici tavole in legno connesse tra loro era nota da alcuni secoli: ne sono rimaste testimonianze archeologiche per es. nei dittici e polittici del banchiere Cecilio Giocondo rinvenuti a Pompei. Tuttavia furono i primi cristiani copti dell'Egitto a fare la prima innovazione. Essi scoprirono che piegando fogli di pergamena o papiro a metà e cucendoli attraverso la piega, era possibile produrre un libro che poteva essere scritto in entrambi i lati. I libri potevano avere tavole in legno che li racchiudevano. Di fatto la forma del codice permise un significativo miglioramento facilitando la consultazione, il trasporto e la produzione libraria.
Nel medioevo, soprattutto dopo l'alfabetizzazione, la legatoria era diventata molto famosa e importante; successivamente questi metodi manifatturieri risultarono molto costosi e con l'arrivo della stampa su larga scala, oggi sono lavori praticati solo in culture più tradizionali.

### La preparazione dei libri in Oriente

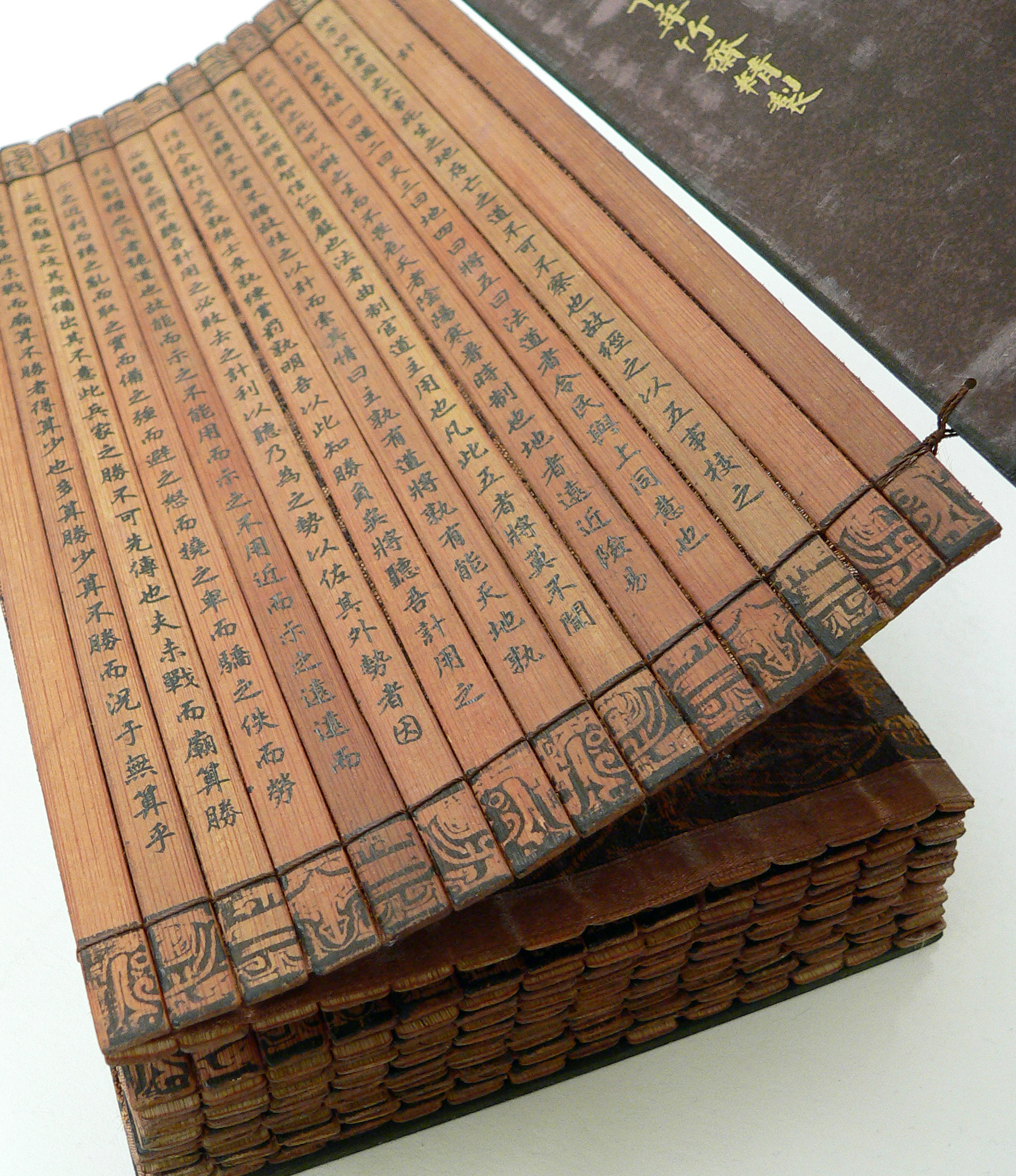
La rilegatura di un libro cinese in bambù.

L'arte della rilegatura si pensa sia nata in India anche se nell'antico Oriente la preparazione dei libri differiva alquanto da quella europea.
In India i sutra religiosi venivano copiati su foglie di palma (tagliate in due per la lunghezza) con bulini metallici. La foglia veniva poi seccata e strofinata con inchiostro, che formava una macchia nelle incisioni. Alle foglie finite veniva data una numerazione e due lunghi spaghi venivano fatti passare attraverso di esse e di tavole in legno. Quando queste ultime si richiudevano, lo spago in eccesso veniva avvolto attorno alle tavole per proteggere le foglie del libro. I monaci buddisti portarono l'idea attraverso la moderna Persia, l'Afghanistan e l'Iran, sino alla Cina nel I secolo a.C.
Lo sviluppo della legatoria in Cina e Giappone portò ben presto all'uso della carta sia per la redazione del testo sia per la coperta che era ancorata alle pagine attraverso un sistema di perni di carta e di spaghi che attraversavano lo spessore dell'intero libro.
I libri arabi erano in qualche modo differenti, in particolare erano cuciti su catenelle, senza supporti come i libri greci. La scoperta della fabbricazione della carta portò gli arabi a fare libri più leggeri, cuciti con la seta e legati con cartoncini ricoperti di cuoio un lembo del quale li avvolgeva quando non venivano usati.

### La legatura greca bizantina
Un tipo particolare di legatoria è quella realizzata nell'Impero bizantino. Benché ad uno sguardo superficiale i libri manoscritti greci possano apparire simili ai contemporanei libri occidentali si può notare l'assenza delle nervature sul dorso (i libri sono infatti cuciti su fettucce) e la presenza di spessi capitelli a due anime presso il taglio di testa e quello di piede. Queste ultime strutture servono a dare maggiore solidità al corpo del libro.
La coperta, in cuoio è generalmente decorata a secco con piccoli ferri. 
Questo tipo di struttura ebbe molto successo: in Italia, dopo la caduta di Costantinopoli, fu imitato producendo una tipologia ibrida detta ‘'alla greca'’ dove i capitelli sporgenti sono applicati a libri cuciti su nervi; in paesi come l'Etiopia una struttura simile a quella bizantina (ma spesso priva di coperta in cuoio) è ancora oggi realizzata per i libri liturgici.

### Sviluppo in Occidente
I codici furono un miglioramento significativo rispetto alle pergamene in papiro o cartapecora perché erano più semplici da maneggiare; ma, nonostante permettessero la scrittura su entrambi i lati dei fogli, erano ancora numerati per singolo foglio (operazione detta cartulazione). L'idea si diffuse rapidamente attraverso le prime chiese. Furono soprattutto i cristiani a diffondere l'utilizzo del libro in forma di codex e l'idea di numerare ogni lato della pagina pare sia dovuta alla necessità di raffrontare singoli passi dell'Antico e Nuovo Testamento tra loro collegati, ricercandoli velocemente. Questo formato per i libri divenne il modo preferito di preservare i manoscritti o il materiale stampato.
Quindi, i libri occidentali dal V secolo in avanti avevano le seguenti caratteristiche: a) erano rivestiti con copertine rigide; b) le pagine erano fatte in pergamena piegata e cucita con corde resistenti o legacci attaccati alle tavole in legno coperte di cuoio. Siccome i primi libri erano esclusivamente scritti a mano su materiali fabbricati a mano, le dimensioni e gli stili variavano considerevolmente e ogni libro era una creazione unica.
I primi codici e quelli medioevali erano legati con costole piatte, fino al XV secolo, in cui i libri cominciarono ad avere il dorso arrotondato associato alle copertine odierne. Poiché la pergamena dei primi libri reagiva all'umidità gonfiandosi, provocando nel libro la caratteristica forma rigonfia, le coperture in legno dei libri medioevali erano spesso legate tra di loro tramite cinghie o fibbie. Queste cinghie, assieme alle borchie metalliche sulle copertine dei libri necessarie a mantenerli sollevati dalla superficie su cui sono poggiati, sono conosciute comunemente come finimenti.
I più antichi manoscritti avevano il dorso piatto, senza nervature e mantennero questa struttura fino all'VIII secolo.
Sono giunti fino a noi ben pochi esemplari di legature antiche o tardo antiche. La più antica legatura occidentale conservata è quella che, ancora oggi, avvolge l'evangelario di Stonyhurst. Si tratta di un manoscritto in pergamena cucito su catenelle. La cucitura, si capisce, somiglia molto a quella dei manoscritti greci. La coperta è in cuoio scuro con motivi spiraliformi in rilievo ottenuti spingendo il cuoio della coperta su spaghi appoggiati alle assi in legno. Il dorso si presenta liscio, senza rilievi.
In epoca carolingia e post-carolingia compaiono alcune novità in occidente: l'introduzione dei supporti di cucitura (e di conseguenza del telaio, illustrato però solo molto tardi nelle miniature del codice di Bamberga) che permettono la formazione di nervature sul dorso, non più liscio ma diviso in caselle, e le prime decorazione ottenute imprimendo una matrice calda sul cuoio della coperta.
In questo periodo l'aggancio delle assi lignee ai quadranti è particolarmente complicato e si ottiene ancorando alle assi, tramite spaghi, i supporti di cucitura.
Successivamente si ha un'evoluzione proprio da questo punto di vista passando attraverso fasi di progressiva semplificazione del sistema: prima la realizzazione dei canali che passando attraverso il labbro dell'asse ne attraversano lo spessore permettendo l'infilatura del supporto di cucitura che viene completamente nascosto nel legno e bloccato al suo posto con piccoli cunei di legno o chiodini; in seguito (in epoca gotica) piuttosto che realizzare elaborati canali nello spessore delle assi si preferisce l'esecuzione di canali superficiali.
I libri arabi erano in qualche modo differenti, perché erano pensati per i nomadi, quindi i libri del VI secolo erano pensati per essere trasportati. La scoperta della fabbricazione della carta portò gli arabi a fare libri più leggeri—cuciti con la seta e legati con cartoncini ricoperti di cuoio con un lembo che li avvolgeva quando non venivano usati. La carta è meno reattiva verso l'umidità, quindi non erano più necessarie le pesanti tavole in legno.
La diffusione in Europa della carta proveniente dall'Asia già durante il Medioevo e in seguito l'introduzione della stampa mutarono l'aspetto dei libri e in un certo senso indussero i legatori a realizzare prodotti più uniformi senza tuttavia evitare che il formato delle pagine variasse considerevolmente.
Dal XV secolo i libri cominciarono a presentare il dorso arrotondato simile a quello di alcune edizioni odierne.
Nel frattempo, sempre dal XV secolo si diffondono pure varie tecniche di doratura: le matrici, cui si è prima accennato, imprimono il loro motivo su una foglia d'oro che tramite un opportuno legante aderisce al cuoio della coperta.
I motivi decorativi dei vari ferri sono stati oggetto di numerosi studi che hanno cercato di determinare le fasi della storia dei più famosi e fortunati laboratori di legatoria e doratura.
La crescente richiesta di libri, dovuta alla crescente alfabetizzazione che si ebbe con la diffusione della stampa, modificò quindi le abitudini dei legatori che si trovarono a dover massimizzare la quantità di prodotto finito sacrificando sempre di più l'aspetto artistico del loro lavoro.
Fino al XIX secolo sono abbastanza riconoscibili particolari tipologie di legature dovute all'uso di particolari tecniche e materiali in svariate aree geografiche, come, ad esempio:
- l'uso della pelle allumata di maiale nei paesi di area tedesca
- il modello di legatura in pergamena con dorso liscio tipico dei Paesi Bassi.

L'introduzione della stampa permette la diffusione del libro in maniera più capillare. Pur mantenendosi per particolari realizzazioni di lusso le strutture sopra citate, si comincino a realizzare libri di formato minore che non necessitano di pesanti legature con coperta su assi lignee. Si introduce come supporto della coperta il cartone e la pergamena per la coperta vera e propria.
Forare un cartone per permettere l'infilatura dei nervi o realizzarvi canali per incartonare i supporti di cucitura è evidentemente più agevole delle equivalenti lavorazioni delle assi lignee. La pergamena inoltre può essere utilizzata anche dopo un processo di tintura, generalmente in verde. Quest'ultima lavorazione però non sopravanzerà mai la diffusione della pergamena non colorata.
A partire dal XVI secolo è possibile riconoscere alcuni stili di legatoria per area geografica. Si tratta di differenziazioni dovute all'uso di particolari materiali e tecniche.
Bisogna inoltre sottolineare che si deve parlare di vari livelli di legatoria: quella editoriale e quella di maggior prestigio.
Nel primo caso è il libraio che provvede il libro di un involucro che lo possa proteggere almeno fino alla vendita dello stesso. L'acquirente avrà svariate possibilità di fronte a sé: lasciare il libro nella sua coperta editoriale, o far realizzare da un legatore una nuova legatura rispondente ai suoi gusti o necessità. In casi rari il libraio fa anch'egli realizzare coperte più lussuose per le sue merci.
La legatoria di prestigio è stata oggetto di particolari studi ed è stata influenzata dalle correnti artistiche dell'epoca. Se ne tratterà più avanti.
I primi manuali di legatoria pervenutici hanno l'aspetto di appunti di lavoro e risalgono appena alla seconda metà del XVII secolo. 
Il manuale di Dudin, L'Art du relieur doreur de livres (L'arte del legatore doratore di libri) del 1771, è la prima esposizione razionale delle tecniche di quest'arte.
Seguirono parecchie altre opere, anche relativamente recenti, che mostrano l'evolversi del mestiere del legatore in un ambiente sempre più ricco di macchinari per produrre il più rapidamente possibile.
Alle prime cucitrici meccaniche azionate dal vapore, comparse alla prima metà del XIX secolo, fece seguito l'uniformarsi delle tecniche di produzione in Europa.

## Descrizione

### Legature editoriali

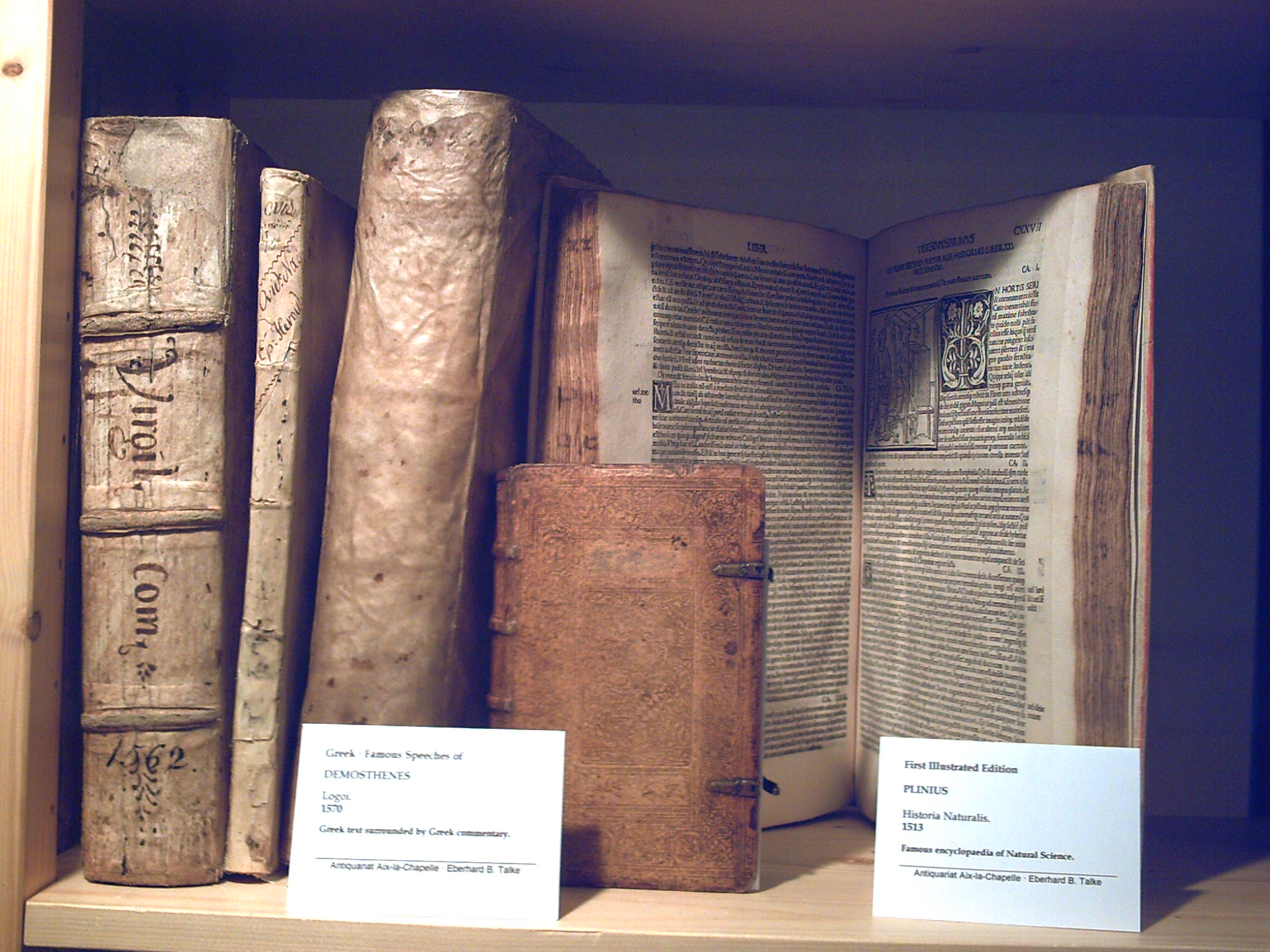
Antiche legature artigianali: da sinistra tre coperte in pergamena, la prima e la seconda con nervature in rilievo, la terza con dorso liscio; in primo piano una coperta in pelle allumata con motivi impressi

La realizzazione di libri di piccolo formato permette l'uso di quadranti in cartone o addirittura la scomparsa totale di questa struttura (nelle legature in pergamena floscia).
Il corpo del libro è cucito su nervi in spago o su fettucce di pelle allumata che attraversano la coperta davanti e dietro il morso bloccandola. Un ancoraggio migliore si otteneva realizzando un simile sistema per i capitelli. Inoltre le carte di guardia erano incollate alle ribattiture della coperta (nel caso di legature in pergamena floscia) o alle ribattiture e al quadrante (legature in pergamena rigida).
Si trattava di strutture molto facili da eseguire, soprattutto ricorrendo ad artifici quali la cucitura alternata per cucire più velocemente. Si diffusero specialmente in Italia e in Francia.
Nei Paesi Bassi si ricorse a fettucce di pergamena per realizzare i supporti di cucitura. Anche in questo caso la coperta era ancorata grazie al passaggio dei supporti di cucitura presso il morso ma, come si intuisce, lo scarso spessore degli stessi permetteva di realizzare dorsi lisci (si tratta delle legature conosciute come Elzeviri).

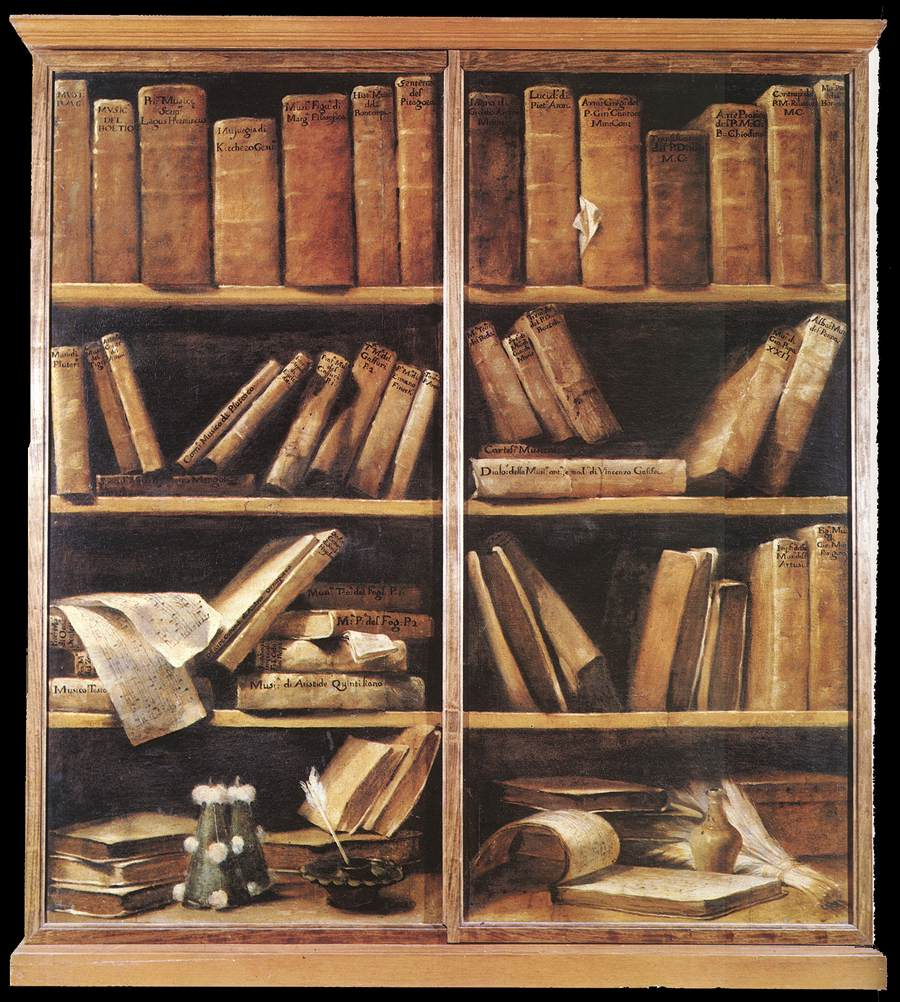
G. M. Crespi, Scaffale di libri (1725): esempi di legature italiane in pergamena

Nei paesi di lingua germanica (Germania e Austria) si mantenne più a lungo l'uso delle assi lignee anche se molto assottigliate e con un tipo di lavorazione per ottenere particolari effetti di smussatura sulla coperta. Inoltre la coperta stessa, realizzata in pelle allumata, era vigorosamente pressata tra matrici che imprimevano motivi e immagini sulla stessa.
L'effetto finale era notevole.
Queste strutture si mantennero seppure con variazioni per circa un secolo.
Nella seconda metà del XVIII secolo, in Francia, comincia a comparire l'uso di coperte in carta: il corpo del libro, cucito con una cucitura alternata e con i nervi in spago alloggiati nei canali ottenuti dal grecaggio dei fascicoli, è fissato tramite semplice adesivo alla coperta in carta generalmente azzurra ma anche marmorizzata. Questo genere di legatura, eseguita o fatta eseguire direttamente dall'editore/stampatore uguale per tutte le copie stampate di un libro, può essere considerata la nascita della legatura editoriale.
Nello stesso periodo, in Germania cominciano ad apparire le prime coperte a cartella. Inizialmente la coperta è realizzata in carta (spesso marmorizzata). Successivamente, nel XIX secolo, l'introduzione nelle legatorie industriali della macchina a vapore permette la preparazione in serie di coperte a cartella in tela con impressioni in oro ottenute da matrici.
Sempre nel XIX secolo avviene il superamento del maggiore ostacolo alla produzione del libro: la cucitura passa dall'esecuzione manuale a quella meccanica con l'introduzione di apposite cucitrici.

### Legature di prestigio

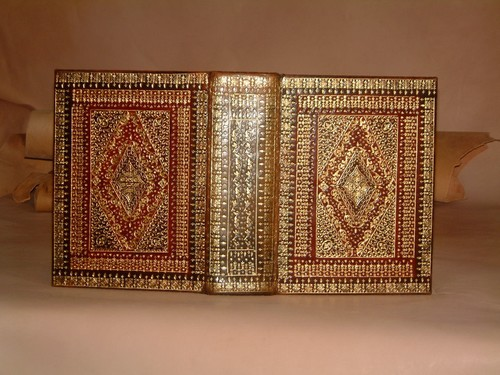
Esempio di legatura barocca

Come si è accennato i libri posti in vendita potevano già avere una legatura. Esistono però anche casi in cui essa mancava del tutto e i libri posti in vendita erano semplicemente cuciti o persino in fascicoli sciolti.
L'acquirente incaricava allora un legatore che realizzasse una struttura più o meno economica a seconda delle esigenze.
In genere si trattava di strutture più robuste ed elaborate delle semplici legature editoriali (che comunque potevano essere state realizzate da un legatore). Le coperte erano in genere montate su assi o, più spesso, quadranti. 
Si impiegava cuoio o pergamena (colorata o al naturale). Ma soprattutto si eseguivano spesso impressioni con foglia d'oro. Se nel primo Rinascimento la doratura a motivi geometrici è relegata sulla cornice esterna della coperta il cui campo può essere occupato da un fregio (per esempio uno stemma) nel XVII secolo l'intera superficie della coperta si ricopre d'oro applicato con una grandissima varietà di ferri di varie forme e dimensioni.
In Francia, tra il Settecento e l'Ottocento, eccelsero i Derome, in particolare Nicolas-Denis Derome, detto il Giovane (1731-1790).

### Legature moderne
A partire dagli anni quaranta, lo stesso procedimento di cucitura o legatura di per sé stesso scompare di fronte all'apparire delle tecniche definite perfect binding (legatura alla statunitense) dove il libro, formato da fogli non più cuciti, è tenuto insieme soltanto dalla presenza dell'adesivo.
Ci sono varie tecniche commerciali per la legatoria in uso oggi. I libri prodotti per il mercato tendono a essere di una delle seguenti quattro categorie.

#### Legatura con coperta rigida
Le coperte rigide sono oggi realizzate con sistemi meccanici che le producono in serie. Questa tipologia di legatura, definita anche coperta a cartella, ha origine in area tedesca nel tardo XVIII secolo.
La coperta è costituita da una tela particolarmente trattata oppure da una spessa carta decorata montata su una struttura composta di tre pezzi (quadranti e dorsetto) in cartone eventualmente uniti fra di loro tramite un foglio di carta o una striscia di tela. 

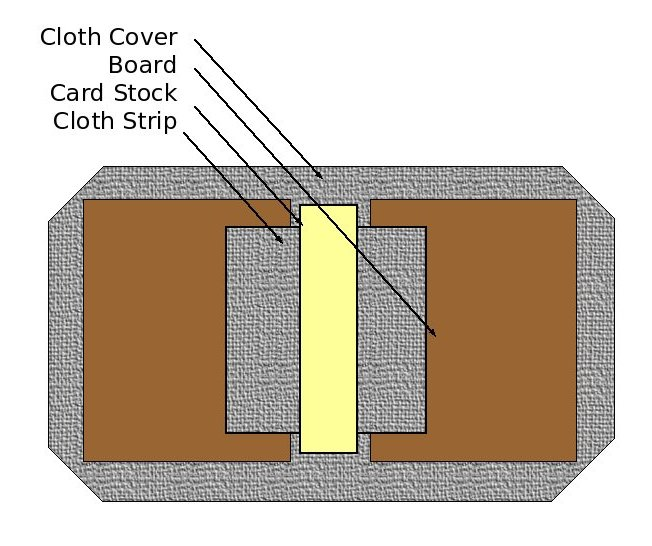
Schema di una coperta a cartella. Cloth cover: coperta in tela; Board: quadrante; Card stock: dorsetto; Cloth strip: striscia di tela

In alcuni casi, a causa del prezzo dei materiali, alla tela o alla carta della coperta è stato sostituito il cuoio, spesso di origine bovina. 
L'uso di tale materiale fu spesso limitato al solo dorso e agli angoli lasciando il resto della coperta (le parti che coprivano i quadranti di cartone) in tela o in carta.
Un discorso a parte merita il trattamento del corpo del libro: negli esemplari realizzati fino agli anni '50 di solito i fascicoli furono cuciti (a mano o a macchina) ma in seguito prevalse la tipologia della "perfect binding".
I sistemi di legatura dei fascicoli possono essere di diverso tipo:

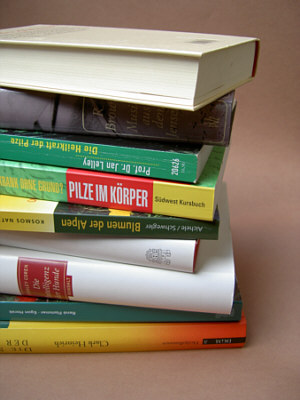
Varie tipologie di legatura moderna: a partire dall'alto si vedono due legature con coperta rigida, poi tre brossure

1. Il sopragitto e l'impuntura sono tecniche che consistono nella perforazione dei fogli (sciolti o in fascicoli) e nel passaggio di un filo di cucitura attraverso lo spessore del corpo del libro senza passare per il dorso dei fogli (nel caso del sopraggitto) oppure passandovi (impuntura). Successivamente la coperta a cartella è incollata alle carte di guardia. Con questo sistema sono generalmente legate le tesi di laurea.
2. La cucitura (a mano o meccanica) consiste nel passaggio, alla piega del fascicolo, di un filo che trattiene i fogli. La cucitura viene consolidata con un adesivo, spesso di tipo vinilico. Successivamente la coperta a cartella è incollata alle carte di guardia. Questo sistema è utilizzato raramente perché costoso e di alta qualità. Di solito è usato per i libri scolastici o per le edizioni di lusso.
3. La perfect binding o legatura adesiva a doppio ventaglio può anch'essa essere realizzata a mano o a macchina. In questa tipologia non esistono fascicoli ma solo fogli sciolti. Dopo aver bloccato il corpo del libro i fogli sono inclinati a destra e a sinistra mentre il dorso è coperto di adesivo. Il movimento permette la penetrazione della colla per alcuni millimetri. Successivamente la coperta a cartella è incollata alle carte di guardia. Si tratta di un sistema estremamente economico ma di bassa qualità e durevolezza.